# Eric Christian Olsen
Eric Christian Olsen (Eugene, Oregón; 31 de mayo de 1977) es un actor estadounidense, más conocido por interpretar a Marty Deeks en la serie NCIS: Los Ángeles.

## Biografía
Olsen nació en Eugene, Oregón, es hijo de Jeanne (de soltera Donstad), una aconfesional capellana, y Paul V. Olsen, profesor de inglés. Tiene un hermano mayor David Paul Olsen que actúa como su doble. Es de origen noruego.[4] Olsen pasó la mayor parte de su infancia en Bettendorf, Iowa asistió a la Bettendorf Middle y High School, donde siguió intereses como los deportes acuáticos, el japonés y el chino. Además de muchas obras de teatro locales, Olsen ensayó en la improvisación con ComedySportz Quad Cities y más tarde se unió al reparto.

## Carrera
El primer papel protagonista de Olsen fue en el reparto del telefilme de 1999 Arthur's Quest, poco después de ganar un premio Emmy, interpretando a una moribunda víctima de quemaduras en la serie ER. Su siguiente papel fue un episódico en la serie de HBO Black Cat Run. Eric pronto consiguió un papel protagonista en la serie de televisión de Fox Get Real, en el papel de Cameron Green. La serie se prolongó durante un año antes de que Eric debutase en la gran pantalla actuando como el artillero de Ben Affleck en Pearl Harbor, papel que fue rápidamente seguido por un papel de liderazgo como Austin "El rubio odioso" en la comedia adolescente No es otra estúpida película americana.
Olsen interpretó a Jake en otra comedia adolescente Este cuerpo no es el mío. En 2003 consiguió el papel de Lloyd Christmas en Dos tontos muy tontos: Cuando Harry encontró a Lloyd, la secuela de la exitosa película Dos tontos muy tontos. Olsen volvería a actuar junto a Chris Evans en Cellular. Después de protagonizar Death Valley se unió a la última temporada de Fox de Tru Calling como Jensen Ritchie. Afirmó tres papeles altamente contrastantes en 2006 y 2007 con el lanzamiento de Beerfest, License to Wed y Zach Braff en The Last Kiss.
Olsen coprotagonizó la comedia de situación de Fox titulada The Loop en el papel de Sully. Olsen tenía otros cuatro proyectos en 2008.
Olsen apareció con Will Ferrell y Adam McKay en el video web en streaming Funny or Die, con una pequeña serie de segmentos con el personaje llamado Perry Hilton, una obvia parodia de Paris Hilton. Actuó en la película de ciencia ficción de terror 2011 La Cosa.[6]
Olsen interpreta al detective Marty Deeks en la serie NCIS: Los Ángeles de la CBS. Su personaje apareció en dos episodios de la primera temporada antes de unirse definitivamente al reparto en la segunda temporada.

## Vida personal
Olsen está casado con la actriz Sarah Wright desde 2012; su relación comenzó en 2007 y se comprometieron en octubre de 2011. Se casaron cerca de Jackson Hole, Wyoming, el 23 de junio de 2012. Su primer hijo, un varón llamado Wyatt Oliver, nació el 16 de agosto de 2013. El 9 de agosto de 2016 dieron a luz a su segundo hijo, una niña llamada Esme Olivia. Su tercer hijo, otra niña llamada Winter Story, nació el 15 de septiembre de 2020. Es cuñado de Daniela Ruah, su compañera en NCIS: Los Ángeles.
Olsen colabora con labores benéficas, Hats Off for Cancer como un miembro del Comité de Honor y portavoz.
Es un apasionado de los deportes acuáticos, sobre todo el surf y el buceo.

## Filmografía

### Películas
| Año     | Títulos                                 | Personajes               | Notas                          |
| ------- | --------------------------------------- | ------------------------ | ------------------------------ |
| 2001    | Mean People Suck                        | Nick                     | Short film                     |
| 2001    | Pearl Harbor                            | Artillero                |                                |
| 2001    | Not Another Teen Movie                  | Austin                   |                                |
| 2002    | Local Boys                              | Randy Dobson             |                                |
| 2002    | The Hot Chick                           | Jake                     |                                |
| 2003    | Dumb and Dumberer: When Harry Met Lloyd | Lloyd Christmas          |                                |
| 2004    | Cellular                                | Chad Thompson            |                                |
| 2004    | Death Valley                            | Josh                     | {original title: Mojave}       |
| 2006    | Beerfest                                | Gunther                  |                                |
| 2006    | The Last Kiss                           | Kenny                    |                                |
| 2007    | License to Wed                          | Carlisle Myers           |                                |
| 2007    | The Comebacks                           | Foreign Exchange Student |                                |
| 2008    | Sunshine Cleaning                       | Randy Clever             |                                |
| 2008    | Eagle Eye                               | Craig Bolston            |                                |
| 2009    | Fired Up                                | Nick Brady               |                                |
| 2009    | The Six Wives of Henry Lefay            | Lloyd Wiggins            |                                |
| 2010    | The Back-Up Plan                        | Clive Bennett            |                                |
| 2010-12 | Hero Factory                            | William Furno            | Trials of Furno - Brain Attack |
| 2011    | The Thing                               | Adam Finch               |                                |
| 2012    | Celeste and Jesse Forever               | Steve Tucker             |                                |
| 2014    | Warning Labels                          | Thad                     | Cortometraje                   |
| 2015    | Band of Robbers                         | Sid Sawyer               | Post-production                |
| 2017    | Battle of the Sexes                     | Lornie Kuhle             |                                |

### Televisión
| Year      | Title                                   | Role                                                | Notes |
| --------- | --------------------------------------- | --------------------------------------------------- | --- |
| 1997      | Beyond Belief: Fact or Fiction          | Adam                                                | 1 episodio: "The Viewing, The Subway, Kid in the Closet, Justice is Served & The Tractor"                                      |
| 1998      | Black Cat Run                           | Empleado de la gasolinera                           | TelefilmAcreditado as Eric Olsen                                                                                               |
| 1999      | Arthur's Quest                          | Artie/Rey Arturo                                    | Telefilm |
| 1999      | Turks                                   | Kevin Williams                                      | Episodio: "Friends & Strangers"                                                                                                |
| 1999      | ER                                      | Travis Mitchell                                     | Episodio: "Responsible Parties"                                                                                                |
| 1999–2000 | Get Real                                | Cameron Green                                       | Reparto principal 22 episodios                                                                                                 |
| 2000      | Lessons Learned                         | Jack                                                | Película para Televisión |
| 2001      | Ruling Class                            | Bill Olszewski                                      | Película para Televisión |
| 2001      | Smallville                              | Young Harry Bollston                                | Episode: "Hourglass" |
| 2002      | 24                                      | John Mason                                          | 1 episodio: "Day 2: 2:00 p.m.–3:00 p.m."                                                                                       |
| 2005      | Tru Calling                             | Jensen Ritchie                                      | 5 Episodios |
| 2006–07   | The Loop                                | Sully Sullivan                                      | Reparto principal 17 episodios                                                                                                 |
| 2007      | The Hill                                | Matt O'Brien                                        | Película para Televisión |
| 2007      | Write & Wrong                           | Jason 'Krueger' Langdon                             | Película para Televisión |
| 2008–09   | Brothers & Sisters                      | Kyle DeWitt                                         | 6 episodios |
| 2009–10   | Community                               | Vaughn Miller                                       | 4 episodios |
| 2010–23   | NCIS: Los Angeles                       | Detective Marty Deeks, de la policía de Los Ángeles | Personaje recurrente (1ª temporada); Reparto principal, (2ª temporada–actualidad)                                              |
| 2010–12   | Kick Buttowski: Suburban Daredevil      | Wade                                                | Personaje recurrente |
| 2015      | House Hunters                           | Himself                                             | Apareció en un episodio con su esposa Sarah y su madre Jeanne buscando una casa para las vacaciones en el área de Jackson Hole |
| 2015      | Geeks Who Drink                         | Himself                                             | Episodio: "Eric Christian Olsen vs Scott Porter"                                                                               |
| 2016      | Star vs the Forces of Evil              | "Rock"                                              | Episodio: "Araña con sombrero de copa"                                                                                         |
| 2017      | Ryan Hansen Solves Crimes on Television | Él mismo                                            | |